# Couva
Couva is een stad in Trinidad en Tobago en is de hoofdplaats van de regio Couva - Tabaquite - Talparo.
Couva telt naar schatting 5000 inwoners.